# (6699) Igaueno
(6699) Igaueno est un astéroïde de la ceinture principale.

## Description
(6699) Igaueno est un astéroïde de la ceinture principale. Il fut découvert le 19 décembre 1987 à Geisei par Tsutomu Seki. Il présente une orbite caractérisée par un demi-grand axe de 2,58 UA, une excentricité de 0,20 et une inclinaison de 4,9° par rapport à l'écliptique.

## Compléments